# Le Vallon
Pour les articles homonymes, voir Le Vallon (homonymie).
Le Vallon (titre original : The Hollow) est un roman policier d'Agatha Christie publié en 1946 aux États-Unis, mettant en scène le détective belge Hercule Poirot. Il est publié la même année au Royaume-Uni, et deux ans plus tard, en 1948, en France.

## Résumé
Hercule Poirot est invité à déjeuner au manoir de Hollow pour un week-end organisé par l'hôtesse, Lady Lucy Angkatell. À son arrivée, Poirot découvre une scène de crime authentique, mais pense d'abord qu'il s'agit d'une représentation théâtrale destinée à commémorer sa présence.
Un jeune médecin du nom de John Christow est retrouvé tué par balles au bord de la piscine de la propriété Le Vallon qui appartient à leur amie Lady Angkatell, où il passait le week-end. Il est allongé face contre terre, la tête dans une mare de sang au bord de la piscine. À côté du corps se trouve sa timide épouse, Gerda un pistolet à la main.
Hercule Poirot mène l'enquête dans le domaine et essaie de démêler l'affaire, qui semble osciller entre simplicité et complexité. Il se rend vite compte qu'il ne s'agit pas d'un jeu et que tout indique que Gerda, la femme de John, a découvert que son mari la trahissait et a décidé de mettre fin à sa vie.
Mais l'histoire se complique. L'arme dans la main de Gerda n'est pas la même que celle qui a tué John. À l'agonie, la victime crie le nom d'Henrietta, sa maîtresse. John avait repoussé la demande en mariage de son ex-copine qui avait juré de se venger. Lady Angkatell avait un pistolet dans un panier à œufs et venait de finir de le récupérer lorsque le crime a eu lieu.

## Personnages
Le Vallon
- Lady Lucy Angkatell, née Angkatell ;
- Sir Henry Angkatell, époux et cousin éloigné de Lucy, propriétaire du Vallon, chevalier de l'ordre du Bain ;
- Mr Gudgeon, majordome ;
- Miss Simmons, femme de chambre ;
- Mrs. Medway, cuisinière du Vallon ;
- Doris Emmott, fille de cuisine.

Ainswick
- Geoffrey Angkatell †, père de Lucy, propriétaire du domaine d'Ainswick ;
- Mr Tremlet, ancien chef-jardinier d'Ainswick ;
- Edward Angkatell, héritier du domaine d'Ainswick, cousin issu de germain d'Henrietta.

Harley Street
- le docteur John Christow, médecin à Harley Street et chercheur ;
- Gerda Christow, épouse de John Christow ;
- Miss Beryl Collins, secrétaire du docteur Christow ;
- Terence Christow, dit Terry, fils aîné de John et Gerda ;
- Zena Christow, fille cadette de John et Gerda ;
- Mr Lewis, majordome des Christow.

Autres membres de la famille Angkatell
- Midge Hardcastle, jeune cousine de Lucy, fille d'une Angkatell ;
- Henrietta Savernake, sculptrice, cousine des Angkatell et maîtresse de John Christow ;
- David Angkatell, héritier présomptif d'Edward Angkatell ;

Les enquêteurs
- Hercule Poirot, propriétaire du cottage La Méridienne
- l'inspecteur Grange ;
- le sergent Clark.

Autres personnages
- Veronica Cray, ancienne fiancée de John Christow, propriétaire du cottage Le Colombier ;
- Mrs. Crabtree, patiente hospitalisée du docteur Christow ;
- Madame Alfrege, propriétaire d'un magasin de prêt-à-porter, employeur de Midge ;
- Mrs. Elsie Patterson, sœur de Gerda Christow ;
- Victor et Françoise, son épouse, jardinier et cuisinière belges d'Hercule Poirot ;
- Miss Doris Saunders, modèle pour un moulage d'argile représentant Nausicaa.

## Élaboration du roman

### Écriture
Le Vallon est un roman policier assez particulier dans l'œuvre d'Agatha Christie, la part laissée à l'énigme policière – le whodunit – étant relativement secondaire, comme en témoigne d'ailleurs la modestie du travail accompli par les « petites cellules grises » de Poirot.
La romancière semble, par contre, s'être attachée à décrire en profondeur ou avec acuité quelques personnages hors du commun, comme la très complexe Lady Angkatell, mais aussi, à des degrés très différents, le drame intérieur vécu d'un côté par Gerda, la femme du docteur Christow, lorsque son idole est brusquement déboulonnée à la suite de l'irruption de Veronica Cray lors de la soirée au Vallon, de l'autre côté par Henrietta, dont l'intensité de l'amour pour son amant défunt la pousse à des imprudences, dont elle sera sauvée par l'intuition de Poirot.
Agatha Christie pensait que Le Vallon était gâché par la présence d'Hercule Poirot. D'ailleurs lorsqu'elle adaptera le roman en pièce de théâtre quelques années plus tard, elle y supprimera le détective belge.